# لیگ برتر فوتبال لسوتو
لیگ برتر لسوتو (به انگلیسی: Lesotho Premier League) که به دلیل مسائل مالی با عنوان لیگ وداکام نیز شناخته می‌شود، بالاترین سطح فوتبال باشگاهی در کشور لسوتو است. این لیگ در سال ۱۹۷۰ پایه‌گذاری شد.در گذشته، شرکت اکونت تلکام لسوتو حامی مالی لیگ در فصل‌های ۱۸–۲۰۱۷ تا ۲۰–۲۰۱۹ بود.در حال حاضر، وداکام لسوتو حامی مالی اصلی لیگ به‌شمار می‌رود. این شرکت پیش‌تر نیز حامی مسابقات حذفی ملی «جام باشکوه فوتبال وداکام» بود که اکنون لغو شده‌اند.

## قالب مسابقات
لیگ برتر لسوتو در حال حاضر با حضور ۱۶ باشگاه برگزار می‌شود. این لیگ از قالب دور رفت و برگشت دوگانه استفاده می‌کند؛ به این معنا که هر تیم در طول فصل، دو بار با سایر تیم‌ها بازی می‌کند. بنابراین، هر تیم در مجموع ۳۰ بازی در یک فصل انجام می‌دهد. تیمی که در پایان فصل بیشترین امتیاز را کسب کند، قهرمان لیگ خواهد شد.
لیگ برتر لسوتو همچنان در سطح آماتور برگزار می‌شود.

## حامی مالی
از سال ۲۰۰۲، لیگ برتر لسوتو توسط شرکت‌های مخابراتی پشتیبانی مالی شده‌است. شرکت اکونت تلکام لسوتو از طریق محصول اعتباری خود به نام Buddie، حامی مالی لیگ برتر و لیگ‌های پایین‌تر لسوتو (شامل دسته ۱، دسته ۲ و دسته ۳) از سال ۲۰۰۲ تا ۲۰۰۹ بود.
در سال ۲۰۰۹، اتحادیه فوتبال لسوتو پس از هفت سال همکاری با اکانت، قرارداد جدیدی با شرکت وداکام لسوتو امضا کرد. این قرارداد سه‌ساله، شامل حمایت مالی از لیگ برتر و تمامی دسته‌های پایین‌تر بود و بر اساس آن، وداکام متعهد شد سالانه مبلغ یک میلیون مالوتی برای سه سال پرداخت کند.
با این حال، در سال ۲۰۱۷، اتحادیه فوتبال لسوتو  قرارداد خود را با وداکام فسخ کرد و دوباره با اسپانسر پیشین خود، یعنی اکونت تلکام لسوتو ، قرارداد جدیدی سه‌ساله با ارزش چند میلیون مالوتی منعقد کرد. بر اساس این قرارداد، تیم قهرمان لیگ مبلغ ۵۰۰٬۰۰۰ مالوتی دریافت می‌کند؛ رقمی که نسبت به ۲۰۰٬۰۰۰ مالوتی قهرمان فصل ۲۰۱۶–۲۰۱۷، افزایش ۱۵۰ درصدی داشته‌است.
حامی مالی، حق نام‌گذاری لیگ را نیز در اختیار داشته‌است. فهرست زیر، نام اسپانسرها و عنوان‌هایی که برای لیگ برتر لسوتو به‌کار برده‌اند را نشان می‌دهد:
۲۰۰۲–۲۰۰۹: اکونت تلکام لسوتو (لیگ برتر Buddie)
۲۰۰۹–۲۰۱۷: وداکام لسوتو (لیگ برتر Vodacom)
۲۰۱۷–۲۰۲۰: اکونت تلکام لسوتو (لیگ برتر Econet)
۲۰۲۱–اکنون: وداکام لسوتو (لیگ برتر Vodacom)

## جام‌های داخلی لیگ برتر
باشگاه‌های لیگ برتر لسوتو در چند رقابت حذفی داخلی نیز شرکت می‌کنند، که مهم‌ترین آن‌ها عبارت‌اند از:
جام استقلال لسوتو (ویژه چهار تیم برتر)
ام‌جی‌سی سوپا (ویژه هشت تیم برتر)
فستیوال فوتبال ام جی سی
جام مردم لسوتو

## فصل ۲۰۲۳–۲۰۲۴
باشگاه فوتبال اِیس ماسرو (Ace Maseru FC) — ماسرو
باشگاه فوتبال بانتو (Bantu FC) — مافتنگ
باشگاه فوتبال سی‌سی‌ایکس (CCX FC) — هلتسه
باشگاه فوتبال خدمات اصلاحی لسوتو (Lesotho Correctional Services FC) — ماسرو
باشگاه فوتبال نیروهای دفاعی لسوتو (Lesotho Defence Force) — ماسرو
باشگاه فوتبال پلیس سوارنظام لسوتو (Lesotho Mounted Police Service FC) — ماسرو
باشگاه فوتبال لیفوفانه (Lifofane FC) — بوتا-بوته
باشگاه فوتبال لیجاباثو (Lijabatho FC) — موریجا
باشگاه فوتبال دانشگاه لیمکوک‌وینگ (Limkwokwing University FC) — ماسرو
باشگاه فوتبال لیناره (Linare FC) — هلاتسه
باشگاه فوتبال لیولی (Lioli FC) — تیاتیاننگ
باشگاه فوتبال لیفاكو (Liphakoe FC) — قوتینگ
باشگاه فوتبال مانونیان (Manonyane FC) — نیوکوسوبا، ماسرو (نزول کرده)
باشگاه فوتبال ماتلاما (Matlama FC) — ماسرو
باشگاه فوتبال ماچوخا (Machokha FC) — ثابا بوسی، ماسرو
باشگاه فوتبال ناوتی بویز (Naughty Boys) — موهالس هوک (نزول کرده)

## قهرمانان لیگ
| فصل  | قهرمان                  |
| ---- | ----------------------- |
| 1970 | ماسرو یونایتد (۱)       |
| 1971 | ماجانتجا (۱)            |
| 1972 | پلیس (۱)                |
| 1973 | لیناره (۱)              |
| 1974 | ماتلاما (۱)             |
| 1975 | ماسرو (۱)               |
| 1976 | ماسرو یونایتد (۲)       |
| 1977 | ماتلاما (۲)             |
| 1978 | ماتلاما (۳)             |
| 1979 | لیناره (۲)              |
| 1980 | لیناره (۳)              |
| 1981 | ماسرو برادرز (۱)        |
| 1982 | ماتلاما (۴)             |
| 1983 | نیروهای مسلح لسوتو (۱)  |
| 1984 | نیروهای مسلح لسوتو (۲)  |
| 1985 | لیولی (۱)               |
| 1986 | ماتلاما (۵)             |
| 1987 | نیروهای مسلح لسوتو (۳)  |
| 1988 | ماتلاما (۶)             |
| 1989 | آرسنال (۱)              |
| 1990 | نیروهای مسلح لسوتو (۴)  |
| 1991 | آرسنال (۲)              |
| 1992 | ماتلاما (۷)             |
| 1993 | آرسنال (۳)              |
| 1994 | نیروهای مسلح لسوتو (۵)  |
| 1995 | ماجانتجا (۲)            |
| 1996 | روما راورز (۱)          |
| 1997 | نیروهای مسلح لسوتو (۶)  |
| 1998 | نیروهای مسلح لسوتو (۷)  |
| 1999 | نیروهای مسلح لسوتو (۸)  |
| 2000 | خدمات اصلاحی لسوتو (۱)  |
| 2001 | نیروهای مسلح لسوتو (۹)  |
| 2002 | خدمات اصلاحی لسوتو (۲)  |
| 2003 | ماتلاما (۸)             |
| 2004 | نیروهای مسلح لسوتو (۱۰) |
| 2005 | لیکوپو (۱)              |
| 2006 | لیکوپو (۲)              |
| 2007 | خدمات اصلاحی لسوتو (۳)  |
| 2008 | خدمات اصلاحی لسوتو (۴)  |
| 2009 | لیولی (۲)               |
| 2010 | ماتلاما (۹)             |
| 2011 | خدمات اصلاحی لسوتو (۵)  |
| 2012 | خدمات اصلاحی لسوتو (۶)  |
| 2013 | لیولی (۳)               |
| 2014 | بانتو (۱)               |
| 2015 | لیولی (۴)               |
| 2016 | لیولی (۵)               |
| 2017 | بانتو (۲)               |
| 2018 | بانتو (۳)               |
| 2019 | ماتلاما (۱۰)            |
| 2020 | بانتو (۴)               |
| 2021 | ماتلاما (۱۱)            |
| 2023 | بانتو (۵)               |
| 2024 | لیولی (۶)               |
| 2025 | لیولی (۷)               |

## عملکرد باشگاه‌ها
| باشگاه                                              | شهر         | تعداد قهرمانی | آخرین قهرمانی |
| --------------------------------------------------- | ----------- | ------------- | ------------- |
| ماتلاما                                             | ماسرو       | ۱۱            | ۲۰۲۲          |
| نیروهای دفاع لسوتو (شامل نیروهای دفاع سلطنتی لسوتو) | ماسرو       | ۸             | ۲۰۰۴          |
| لیولی                                               | تیتای‌تایانگ | ۷             | ۲۰۲۴–۲۵       |
| خدمات زندان لسوتو (شامل سرویس زندان)                | ماسرو       | ۶             | ۲۰۱۲          |
| بانتو                                               | مافتنگ      | ۵             | ۲۰۲۳          |
| آرسنال                                              | ماسرو       | ۳             | ۱۹۹۳          |
| لینار                                               | لرایب       | ۳             | ۱۹۸۰          |
| برادران ماسرو (شامل ماسرو یونایتد)                  | ماسرو       | ۳             | ۱۹۸۱          |
| نیروهای نظامی لسوتو                                 | ماسرو       | ۲             | ۱۹۸۴          |
| لیکوپو                                              | ماسرو       | ۲             | ۲۰۰۶          |
| ماجانجا                                             | موهالس هوک  | ۲             | ۱۹۹۵          |
| ماسرو                                               | ماسرو       | ۱             | ۱۹۷۵          |
| پلیس (نیروی پلیس سوار لسوتو)                        | ماسرو       | ۱             | ۱۹۷۲          |
| روما روورز                                          | روما        | ۱             | ۱۹۹۶          |

## بهترین گلزنان
| فصل     | کشور  | بهترین گلزنان   | تیم                 | تعداد گل |
| ------- | ----- | --------------- | ------------------- | -------- |
| ۲۰۰۰–۰۱ | لسوتو | لیره فیری       | نیروهای دفاع لسوتو  | ۳۰       |
| ۲۰۰۵–۰۶ | لسوتو | ماسوفا ماجارا   | نیروهای دفاع لسوتو  | ۹        |
| ۲۰۱۴–۱۵ | لسوتو | لیتسپه مارابه   | بانتو               | ۲۲       |
| ۲۰۱۸–۱۹ | لسوتو | سرا موتبانگ     | ماتلاما             | ۱۸       |
| ۲۰۲۱–۲۲ | لسوتو | کاتله‌هو ماکاتنگ | نیروهای دفاع لسوتو  | ۲۰       |
| ۲۰۲۲–۲۳ | لسوتو | هلوملانگ لِبینا  | خدمات زندان لسوتو   | ۱۵       |
| ۲۰۲۲–۲۳ | لسوتو | جین تابانتسو    | ماتلاما             | ۱۵       |
| ۲۰۲۳–۲۴ | لسوتو | لموهانگ لینتسا  | دانشگاه لیماک‌وکوینگ | ۱۹       |